# Aeolus (Dreischor)
De Aeolus is een korenmolen in Dreischor, genoemd naar de Griekse god van de wind, Aeolus. De molen werd in 1739 gebouwd en is tot 1962 in bedrijf geweest, waarna de molen in particuliere handen kwam en een woonbestemming kreeg. In 2000 werd de molen gekocht door de gemeente Schouwen-Duiveland en in 2001/02 werd het binnen- en buitenwerk gerestaureerd.
Aanvankelijk werd de molen Oostmolen genoemd, aangezien er aan de westzijde van Dreischor nog een molen stond. Tevens werd de molen een periode De Koekoek genoemd, de naam Aeolus werd in de jaren 60 hersteld.